# Matmatah

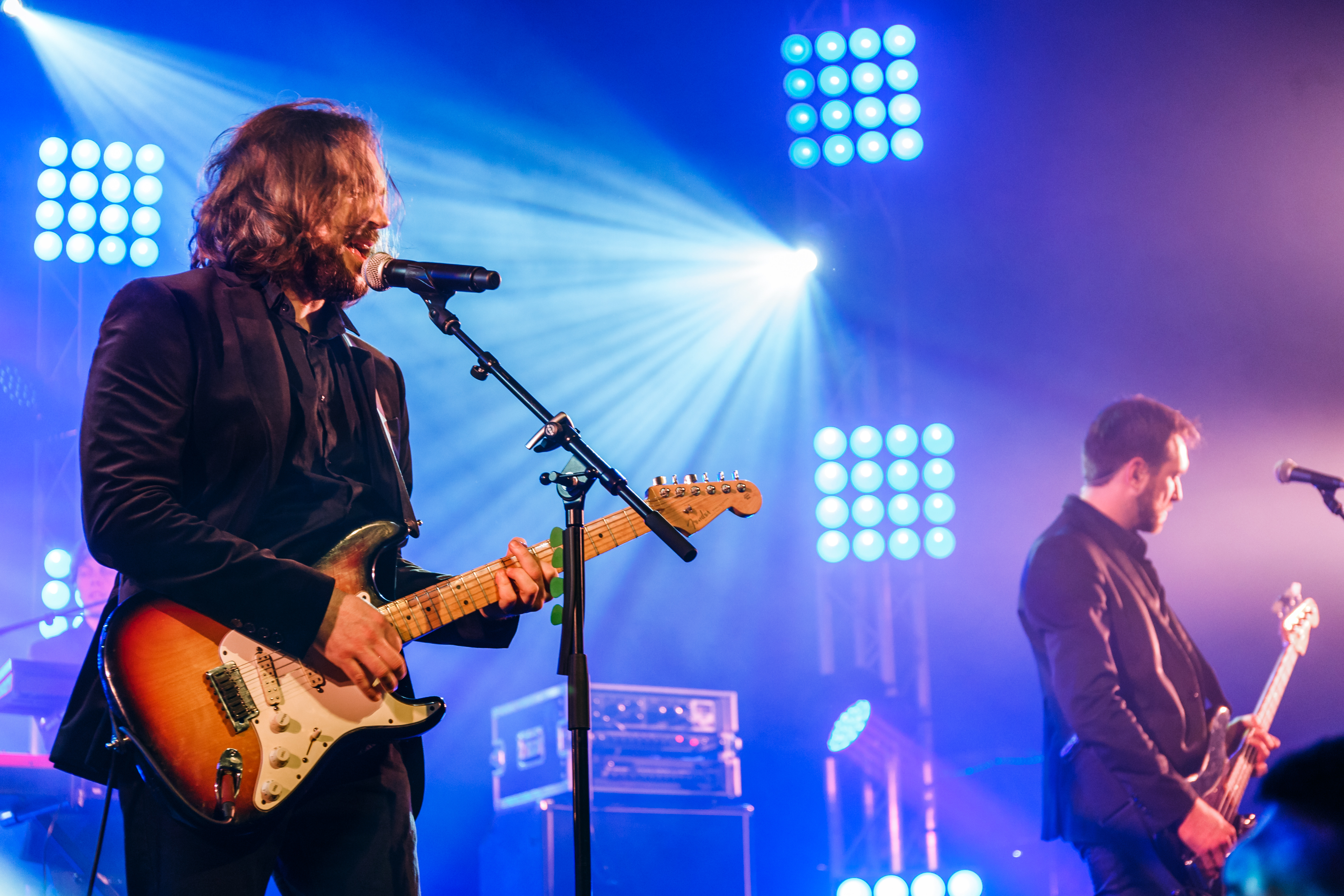
Matmatah em 2017

Matmatah é uma banda de rock francesa, relativamente popular, criada em 1995 em Brest (Bretanha).

## História

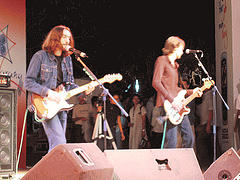
Matmatah em Saarang em 2005

A banda foi criada em 1995, quando Stan, que na época estudava Matemática Avançada em Brest (oeste da Bretanha, França), conheceu Sammy, que estudava engenharia elétrica na mesma cidade, onde ambos nasceram. Os dois eram guitarristas e juntos formaram uma dupla de Chanson e guitarras chamada Tricards Twins, tocando em vários bares e pubs na Bretanha . Eles desenvolveram um repertório para tocar músicas dos anos 60 e 70, com os Beatles, Neil Young e Simon e Garfunkel figurando com destaque entre suas influências.
Em um de seus shows, eles conheceram o baixista Eric e o baterista Fanch. Juntos, eles formaram Matmatah, em homenagem a Matmata, a vila na Tunísia na qual Stan viveu durante sua infância. Logo, eles alcançaram algum sucesso, abrindo para bandas como a FFF. Seu primeiro single, incluindo duas músicas, "Lambé An Dro" e "Les Moutons" (The Sheep), foi lançado em 1997, e em poucos meses havia vendido mais de 30.000 cópias.
O primeiro álbum de estúdio da banda, intitulado La Ouache, elevou-os da fama local à revelação nacional. O álbum vendeu 300.000 cópias em seis meses (800.000 no total).
O frenesi da mídia pela banda começou depois que eles embarcaram em uma maratona de centenas de shows nos próximos dois anos e meio. Durante esse período, eles fizeram parte de vários festivais de rock, durante os quais os fãs descobriram um novo lado de Matmatah através de sua energia no palco e seus covers de várias músicas dos Beatles .
Foi na mesma época que Matmatah foi acusado de incitar o uso de narcóticos ilegais por causa das letras de algumas de suas músicas e recebeu uma multa. Com seu senso de humor habitual, a banda levantou a questão nas letras de seu segundo álbum. O novo álbum que foi ansiosamente aguardado, provou-se não ser tanto um sucesso. Intitulado Rebelote (Here We Go Again), ele aproximou a banda de suas origens no Celtic Rock, se afastando da música popular e sendo algo mais intimista e experimental. No entanto, os artistas sustentam que, através desse álbum, eles se afastaram da fama de "rock dos estudantes", se tornaram mais maduros e estão em direção ao espírito que os impulsiona hoje.
Em 2001, a banda lançou seu álbum ao vivo, Lust for a Live, e um DVD intitulado Piste Off . Após um breve período de descanso durante o qual a banda mudou de baterista, eles retomaram sua turnê, desta vez por várias causas humanitárias.
Seu terceiro álbum de estúdio, Archie Kramer, lançado em outubro de 2004, teve muito sucesso. Singles como Casi El Silencio e Au Conditionnel desfrutavam de tempos extensos nas rádios francesas. As doze faixas se alternam entre baladas suaves e números energéticos do rock. Sua música folclórica suave, Alzheimer, expressa sua oposição à hegemonia americana no mundo.
No final de outubro de 2004, a banda fez uma turnê abrangente, incluindo partes da Ásia.
Em 2007, foi lançado seu quarto álbum de estúdio, La Cerise (The Cherry), que também é o título do primeiro single.
Matmatah se separou em agosto de 2008 após uma série de shows de despedida.
Em Setembro de 2016, o grupo se formou novamente e começaram nova turnê em Fevereiro de 2017. Um quinto álbum de estúdio foi lançado em 3 de Março de 2017: Plates Coutures e apresenta 11 novas músicas sobre problemas sociais.

## Formação

### Últimos membros
- Tristan Nihouarn (Stan) - vocais, guitarra rítmica, flautas.
- Eric Digaire (Eric) - baixo, voz, teclado.
- Benoit Fournier (Scholl) - bateria, percussão.
- Manu Baroux (2016) - guitarra, vocais.

### Membros antigos
- Cédric Floc'h (Sammy) - guitarra, vocais.
- Jean-François Paillard (Fanch) - bateria, percussão.

## Discografia

### Álbuns de estúdio
- La Ouache (1998)
- Rebelote (2001)
- Archie Kramer (2004)
- La Cerise (2007)
- Antaology (2015)
- Plates Couture (2017)

### Live
- Lust for a Live (2002)
- 28, Capucines (2007)
- You're Here, Now What? (2018)

### EPs
- Concert (1999)
- ...and Time Goes Friendly (2005)
- Bande à Part (2008)
- Les demoiselles de Loctudy (2015)
- Nous y sommes (2017)
- Peshmerga (2017)
- Retour à la normale (2018)